# كيكي محرم
كيكى محرم ممثلة وراقصة مصرية. ظهرت فى منتصف العشرينات من القرن العشرين فى الإسكندرية سافرت إلى القاهرة لتعمل راقصة فى فرقة (فتحية محمود)، واجتذبتها السينما المصرية و ظهرت فى فيلم (أولاد مصر) 1933 و(بواب العمارة) 1935.